# Trash Humpers
Trash Humpers è un film del 2009 diretto da Harmony Korine.